# Габерсдорф (Штирия)
Габерсдорф (нем. Gabersdorf (Steiermark)) — коммуна (нем. Gemeinde) в Австрии, в федеральной земле Штирия. 
Входит в состав округа Лайбниц.  Население составляет 1116 человек (на 31 декабря 2005 года). Занимает площадь 19,81 км². Официальный код  —  61008.

## Политическая ситуация
Бургомистр коммуны — Франц Хирцер (АНП) по результатам выборов 2005 года.
Совет представителей коммуны (нем. Gemeinderat) состоит из 15 мест.
- АНП занимает 9 мест.
- СДПА занимает 5 мест.
- АПС занимает 1 место.